# Wyatt (Missouri)
Pour les articles homonymes, voir Wyatt.
Wyatt est une ville située dans le comté de Mississippi dans l'État du Missouri aux États-Unis. La population s'élevait à 319 habitants lors du recensement de 2010.